# Phlox dispersa
Phlox dispersa är en blågullsväxtart som beskrevs av C. W. Sharsm. Phlox dispersa ingår i släktet floxar, och familjen blågullsväxter. Inga underarter finns listade i Catalogue of Life.